# АНТ-2
АНТ-2 — первый советский цельнометаллический самолёт. Его планер и гофрированная обшивка целиком из кольчугалюминия, который был впервые получен в СССР в 1922 году.
Самолёт моноплан со свободнонесущим высокорасположенным крылом и треугольным в сечении фюзеляжем, что увеличивало жёсткость и позволяло отказаться от распорок.  Кабина лётчика открытая, за двигателем. Закрытый салон для двух пассажиров позади перегородки кабины. Вход в салон через одну левую дверь. Установлены два плетённых кресла, лицом друг к другу. Трёхцилиндровый двигатель en:Bristol Lucifer мощностью 100 л. с.

## История
Андрей Николаевич Туполев верил, что цельнометаллический самолёт имеет множество преимуществ — особенно в условиях русской зимы. Как только в СССР появился подходящий сплав — кольчугалюминий, он испытал аэросани и речной глиссер из него, чтобы приступить к постройке самолётов. Советский кольчугалюминий отличался от дюралюминия, ввозимого из Германии для самолётов Junkers советской постройки, но имел сходные показатели.
28 мая 1924 года в присутствии руководств Главного Управления РККВФ и ЦАГИ прошли первые официальные испытания АНТ-2. На мерном километре самолёт развил скорость 169,7 км/ч. С двумя пассажирами АНТ-2 поднимался на высоту 1 км за 7 мин., 2 км — за 17 мин., 3 км — за 39 мин. Потолок так и остался невыясненным. В перегрузку с тремя пассажирами АНТ-2 поднимался на высоту 2 км за 25 мин. Испытания прошли успешно. С 11 июня того же года на АНТ-2 перевозили пассажиров, начались эксплуатационные испытания самолёта.
А.Н. Туполев за конструирование и постройку первого русского цельнометаллического самолета был премирован творческой командировкой в Германию и Францию.
Опытный самолёт после испытаний передан в ГУ РККВФ. Из-за нехватки кольчугалюминия и двигателей серийный АНТ-2бис так и не стали производить серийно, а построили только один самолёт в 1930 году, на котором перевозили людей и почту несколько лет.

## Конструкция[5]
- Крыло - двухлонжеронное с 26 нервюрами, жесткое неразрезное, относительная толщина 16%. Крыло крепилось четырьмя болтами к лонжеронам фюзеляжа. На концах крыла, снизу были установлены дугообразные кронштейны, которые служили для крепления самолета на стояночной площадке, а также для возможности направлять движение самолета по аэродрому. На концах крыла расположены элероны длиной по 2,5 м.
- Фюзеляж - трехгранной формы, что позволяло не применять в конструкции самолета растяжки и подкосы и обеспечивало необходимую жесткость при минимальном весе. Фюзеляж трехлонжеронный, в передней части крепилась, четырьмя болтами, противопожарная перегородка, которая отделяла двигатель от остальных частей самолета.
- Двигатель - Lucifer английской фирмы Bristol трехцилиндровый, воздушного охлаждения, мощность 100 л.с. Двигатель запускался пусковым магнето или рукояткой.. Винт двухлопастной, деревянный, диаметр 2,2 м. Выхлопная труба выводилась с правого борта фюзеляжа.
- Кабина пилота - расположена за двигателем, открытая. Над приборной доской расположен целлулоидный козырек, который защищал пилота от набегающего потока воздуха. На приборной доске были установлены указатели показывающие: высоту, скорость, частоту вращения двигателя, запас бензина, давление и температуру масла. Слева по борту фюзеляжа установлен сектор газа, справа - штурвал перестановки стабилизатора. Пилот поднимался в кабину с левого борта фюзеляжа, где была предусмотрена специальная ступенька.
- Пассажирская кабина - располагалась за кабиной пилота и была рассчитана на двух человек. Входная дверь находилась по левому борту в передней части кабины. У каждого борта по три иллюминатора. Пассажиры сидели в плетенных камышовых креслах напротив друг друга.
- Шасси - крепятся к фюзеляжу и имеют амортизаторы. В зимний период колесное шасси заменялось на лыжи. Ширина колеи - 1,75 м. Размер покрышки 0,75 х 0,125 м.
- Стабилизатор - моноплан, длина 2,7 м, крепится к хвостовой части фюзеляжа. Рули высоты длиной 1,45 м. Управление рулями высоты жесткое, с помощью труб из кольчугалюминия,  осуществлялось от рукоятки
- Киль - крепится к вертикальной балке, замыкающей фюзеляж. Высота киля 1,4 м. Руль направления высотой 1,37 м. Управление рулем поворота тросовое при помощи ножной качалки.

## Лётно-технические характеристики

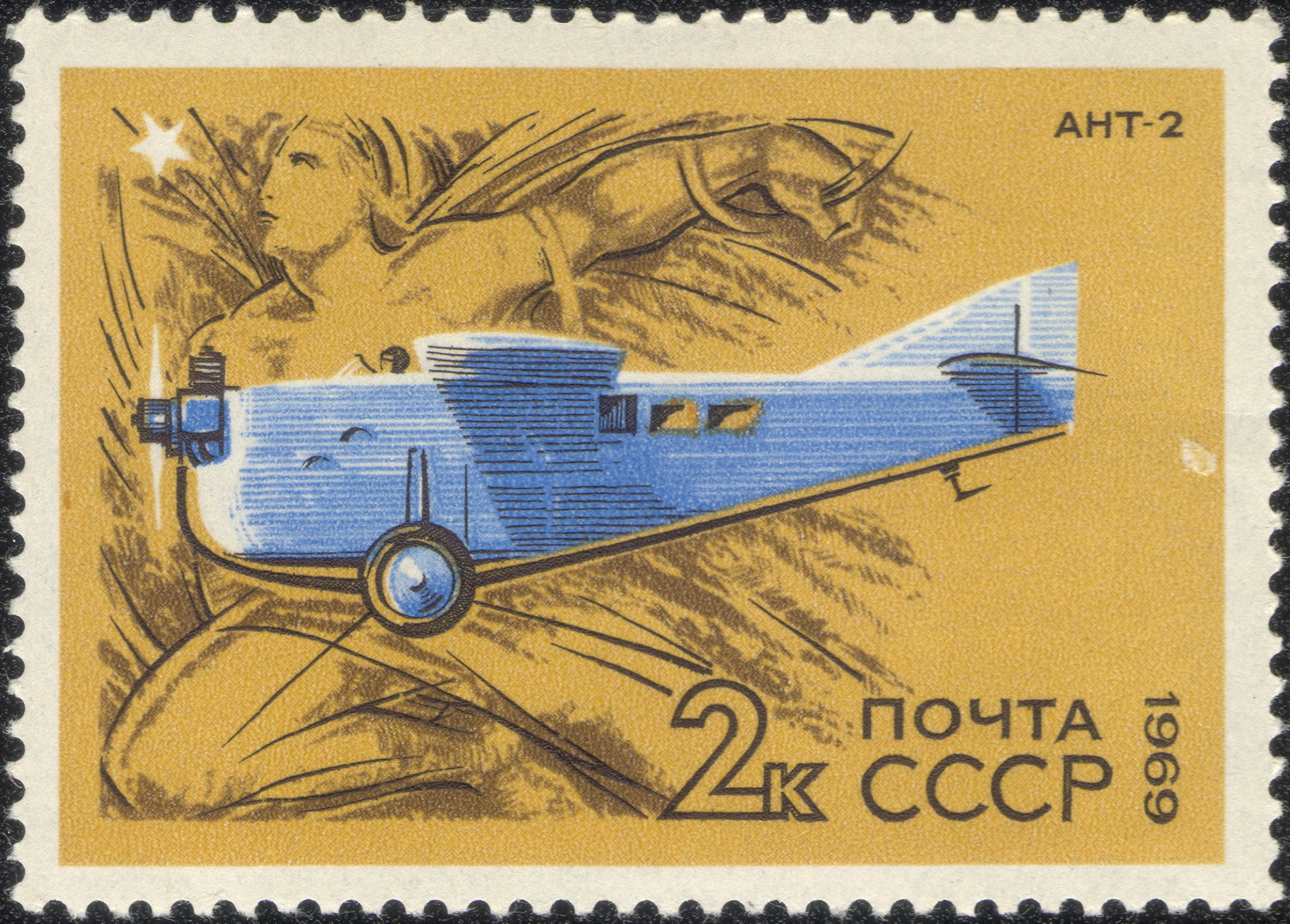
Почтовая марка СССР с изображением АНТ-2

Данные единственного предсерийного АНТ-2бис, построенного в 1930 году.
- двигатель — Wright J-4 Whirlwind;
- мощность — 200 л.с.;
- длина — 7,6 м;
- размах крыла — 10,45 м;
- высота — 2,12 м;
- площадь крыла — 17,89 м²;
- нормальная взлётная масса — 837 кг;
- максимальная скорость у земли — 207 км/ч;
- практический потолок — 3300 м;
- техническая дальность полёта — 750 км;
- экипаж — 1 чел.;
- число пассажиров — 2 чел.

## Сохранившиеся экземпляры
АНТ-2 выставлен в Центральном музее ВВС РФ в Монино.

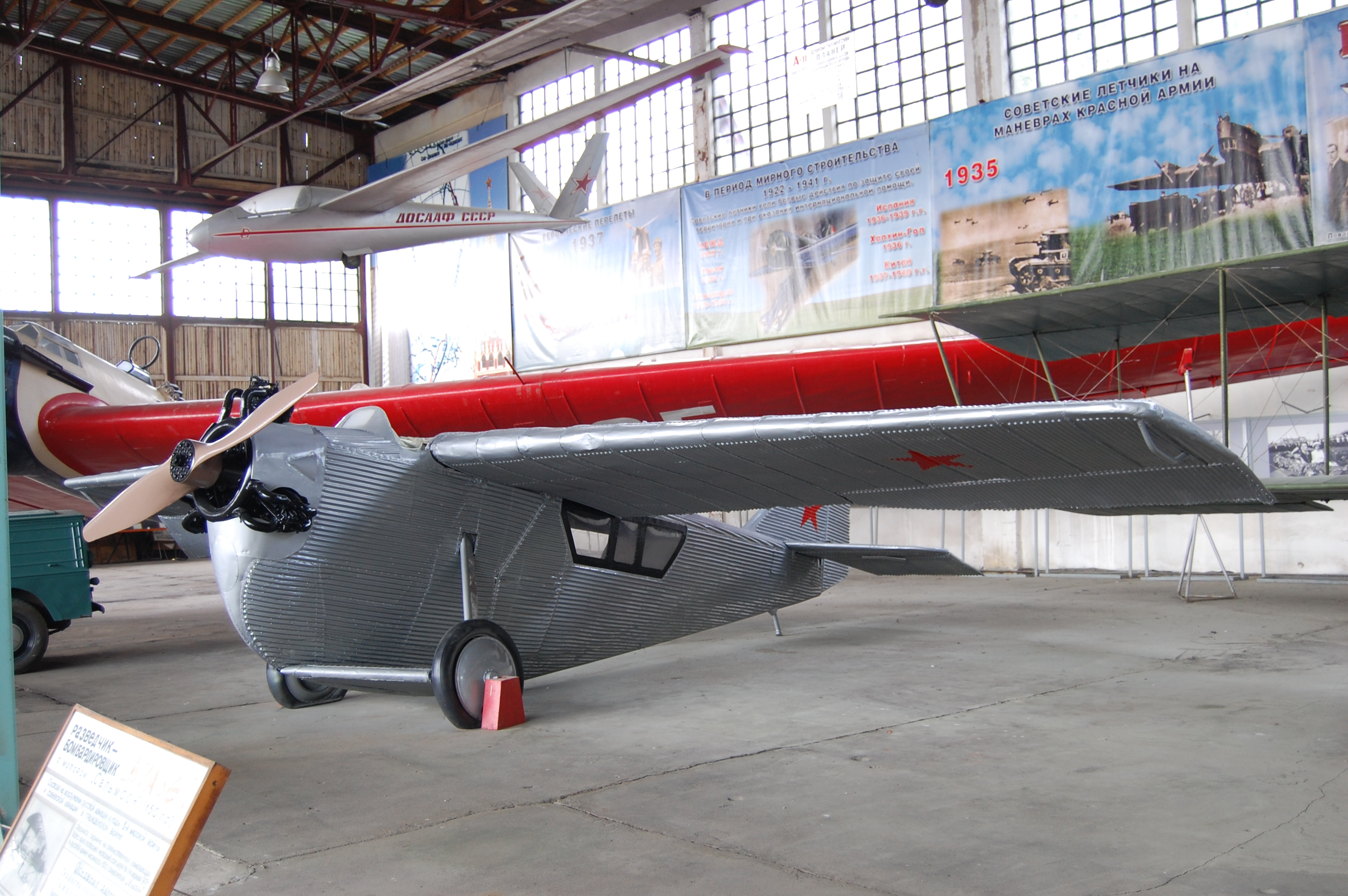
АНТ-2 в Монино